# スパイス・アイランダーIの沈没
2011年9月10日、旅客2,000人以上が乗船した旅客フェリー「スパイス・アイランダーI」がザンジバル沖で沈没した。同船は転覆時、タンザニア本土沖の2島ウングジャ島とペンバ島の間を航行していた。事故直後には推定で約200人が死亡したとされたが、2012年1月にタンザニア政府が発行した報告書には1,500人以上が死亡したと記されている。

## 事故概要

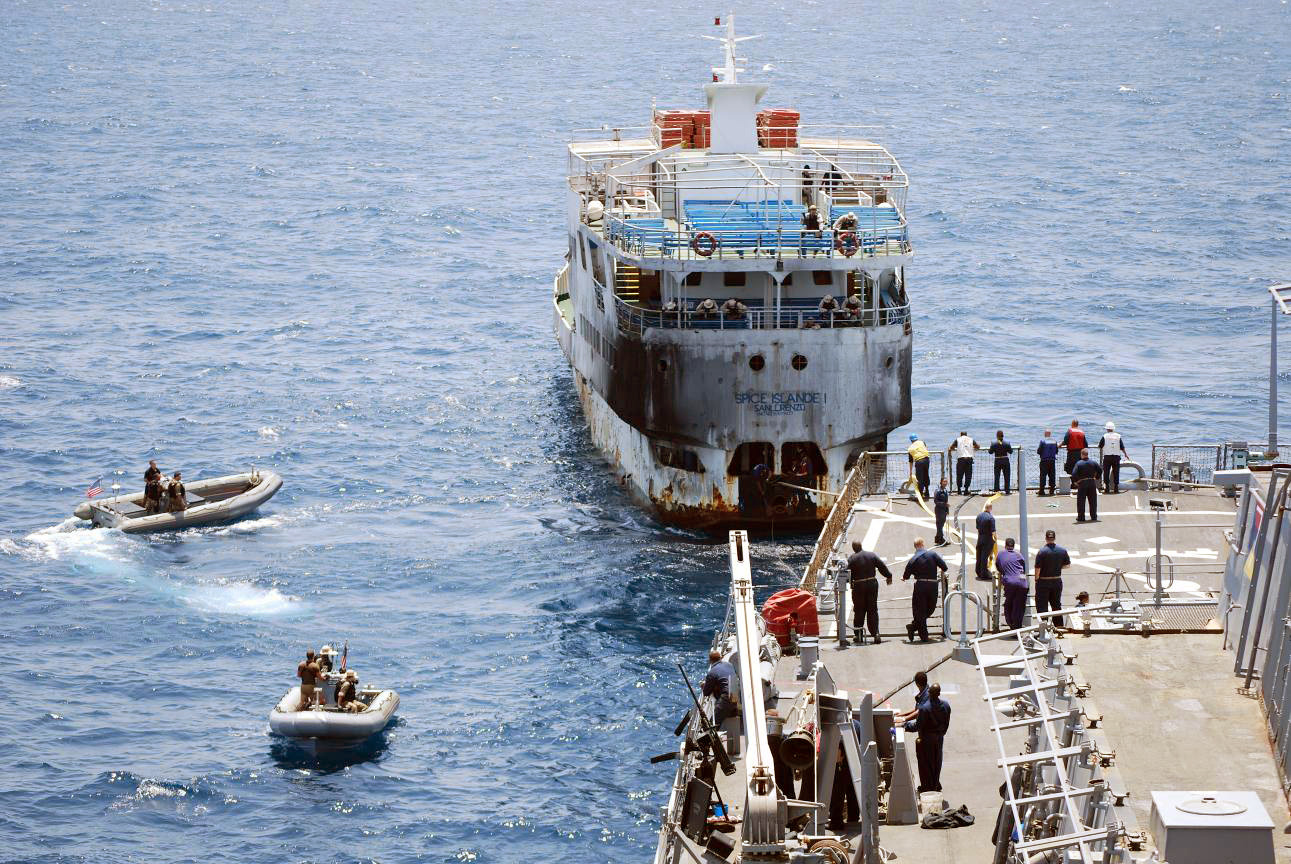
事故を起こした「スパイス・アイランダーI」

現地時間21:00 (19:00 UTC)、「スパイス・アイランダーI」はザンジバル諸島の本島ウングジャ島から北のペンバ島へ向かっていた。定員は乗員45人、乗客645人であったが、過積載であったと報じられている。この時出港から約4時間が経過していた「スパイス・アイランダーI」はザンジバルとペンバ島の間で沈没した。エンジンパワーを失い転覆したと考えられている。乗船者のうち約620人が救助され、うち40人以上が重傷を負っていた。乗客だけでなく米などの貨物も運搬していたと信じられていた。

### 死者数

事故現場となったザンジバル諸島の地図

事故直後の報道では沈没時推定で800人が乗船していたとされ、9月12日までに240体以上の遺体が収容されたと報じられた。しかし10月14日、タンザニア政府は実際には3,586人前後の旅客が乗船しており、うち2,764人が行方不明であることを確認した。2012年1月19日に発行された調査報告書ではこれらの数値は下方修正され、乗客は2,470人でそのうち203人の死亡が確認され1,370人が行方不明であるとされた。

## 反応
ザンジバル革命政府は事故に巻き込まれた人々のためにセンターを設置し、ザンジバルの予備軍に救助作業へ参加するよう呼びかけた。またアフリカ諸国にも援助を呼びかけた。生存者はフェリーに救助され、ストーン・タウンにあるザンジバルの主要港へ戻った。
9月11日、犠牲者を悼んで3日間の喪服が開始された。同日、沈没についての調査も発表された。ザンジバルの国務大臣、Mohamed Aboud Mohamed は「政府は国の法律及び規則に従い、この悲劇の責任者に対して厳しい措置をとる。」と述べた。
8か月後、同じルートを航行していた別のフェリー、スカギットが沈没し同規模の死者を出した。